# Zofia Sadowska
Zofia Anastazja Sadowska (ur. 28 lutego 1887 w Warszawie, zm. 7 marca 1960 tamże) – lekarka, działaczka feministyczna i społeczna.

## Wykształcenie, działalność naukowa i praca zawodowa
Pochodziła z rodziny szlacheckiej, herbu Lubicz, córka Stanisława Sadowskiego i Marii Zofii Kuczker. Ukończyła ze złotym medalem IV Gimnazjum Żeńskie w Warszawie przy ul. Kapucyńskiej, w 1904 roku rozpoczęła studia w żeńskim Instytucie Medycznym w Sankt-Petersburgu, który ukończyła z najwyższym wyróżnieniem w roku 1911. W 1914 roku jako pierwsza kobieta i zarazem pierwsza Polka obroniła doktorat (O wpływie niebiałkogennych aminów na naczynia obwodowe) na Wojenno-Medycznej Akademii w Sankt-Petersburgu. Pracowała jako internistka w kilku miastach Imperium Rosyjskiego, m.in. w szpitalach Rosyjskiego Czerwonego Krzyża podczas I wojny światowej. W 1918 roku powróciła do Warszawy, gdzie została asystentką w II klinice chorób wewnętrznych i anatomii patologicznej nowo utworzonego wydziału medycznego Uniwersytetu Warszawskiego i otworzyła prywatną praktykę. Podczas wojny 1920 roku została przydzielona do zespołu wojskowego szpitala epidemiologicznego w Grodnie. Miała opinię doskonałej diagnostki.
W latach trzydziestych pracowała jako asystentka w Klinice Wewnętrznej i Anatomii oraz Patologii Uniwersytetu Warszawskiego. Podczas II wojny światowej zorganizowała ambulatorium na ul. Grójeckiej, a podczas powstania warszawskiego szpital polowy na Okęciu, przekształcony potem w Dom Dziecka Warszawy. Po II wojnie pracowała jako lekarka na terenie Warszawy.

## Działalność społeczna
Od wczesnej młodości była zaangażowana w działalność społeczną i na rzecz praw kobiet. Jako uczennica gimnazjum należała do kółek samokształceniowych, po ukończeniu gimnazjum uczyła się w tzw. Uniwersytecie Latającym. Podczas strajku szkolnego w Królestwie Polskim (1905-6) organizowała tajne komplety, na których wykładała matematykę i fizykę. W okresie studiów należała do Związku Równouprawnienia Kobiet Polskich (była przewodniczącą Sekcji Równouprawnienia Kobiet w Sankt-Petersburgu i stałą delegatką na rady ogólne Związku w Warszawie), publikowała m.in. w warszawskim „Sterze”. Współzakładała, a następnie była m.in. wraz z Cezarią Baudouin de Courtenay Ehrenkreutz Jędrzejewiczową i Kazimierą Iłłakowiczówną członkinią władz stowarzyszenia Studentek Polek – Spójnia, w którego ramach kierowała kołem medyczek. Była wiceprzewodniczącą zarządu kasy ogólnostudenckiej, zakładała studenckie kluby dyskusyjne. Podczas I wojny światowej działała w sankt-petersburskim oddziale Polskiego Towarzystwa Pomocy Ofiarom Wojny.
11 listopada 1918 r. weszła w skład trzyosobowej delegacji domagającej się od Józefa Piłsudskiego przyznania kobietom prawa wyborczego. W lutym 1919 kandydowała do Rady Miasta Warszawy z dziewięćdziesiątego ósmego miejsca na liście Narodowego Komitetu Wyborczego, nie uzyskawszy miejsca w radzie.

## Skandal w latach 20.
Prawdopodobnie od I wojny światowej Zofia Sadowska ubierała się częściowo po męsku, a już wcześniej wchodziła w związki miłosne z kobietami, czego specjalnie nie ukrywała. Pod koniec 1923 roku warszawski bulwarowy dziennik „Express Poranny” (nr 318), a za nim kolejne gazety warszawskie i pozawarszawskie zamieściły sensacyjne w tonie informacje o wydarzeniach, które miały się odbywać w mieszkaniu i gabinecie „dr S.” przy ul. Mazowieckiej 7. Na podstawie donosu prasa oskarżyła Zofię Sadowską o uwodzenie pacjentek, w tym nieletnich, o organizowanie orgii lesbijskich z elementami sadystycznymi, o prowadzenie lesbijskiego domu publicznego oraz podawanie kobietom narkotyków w celu ich uzależnienia od siebie (śledztwo policyjne nie wykazało prawdziwości zarzutów). Publikacje te rozpoczęły trwający kilka lat „skandal starogrecki” (lesbijski), związany z osobą dr Sadowskiej. Ponieważ nie udało jej się doprowadzić do zamieszczenia sprostowań, Zofia Sadowska wystąpiła na drogę sądową i oskarżyła Jerzego Plewińskiego, redaktora naczelnego „Expressu Porannego”. oraz jego wydawcę Antoniego Lewandowskiego o oszczerstwo w druku (z art. 533 k.k.).
„Wielki proces o głębokim podkładzie obyczajowym”. odbywający się w dniach 11–16 lutego 1924 w II wydziale karnym sądu okręgowego przy Miodowej 15, przyciągnął olbrzymie zainteresowanie mieszkańców Warszawy oraz prasy stołecznej i ogólnopolskiej. Ze względu na rodzaj sprawy sędzia po pierwszym dniu zadecydował o zamknięciu drzwi dla publiczności. Podczas procesu, w który po obu stronach zaangażowani byli najwybitniejsi w owym czasie adwokaci (oskarżenie Marian Niedzielski, obrona Mieczysław Ettinger i Stefan Perzyński), zeznawali liczni przedstawiciele środowisk lekarskich oraz znane warszawskie artystki (Lucyna Messal, Hanka Ordonówna, Maria Majdrowiczówna), opinie lekarskie przedstawiali czołowi specjaliści od medycyny sądowej i psychiatrii. Fakt, że proces nazywano „sprawą Sadowskiej”. podkreśla, że głównym tematem na sali sądowej była orientacja psychoseksualna oraz styl życia oskarżycielki, którą prasa brukowa, występująca w roli obrońcy moralności, nazywała „szkodnikiem społecznym” oraz „wrogiem państwa i społeczeństwa”. obwiniając m.in. o rozbijanie małżeństw i doprowadzenie do co najmniej jednego samobójstwa. Na pytania obrońcy Sadowska odpowiadała, że „zarzut uprawiania miłości lesbijskiej nie jest hańbiący”. Sąd wydał wyrok na niekorzyść Jerzego Plewińskiego, który został skazany na tygodniowy areszt, grzywnę i zapłacenie kosztów sądowych. Po apelacji Plewiński został jednak uniewinniony, podobnie jak Henryk Butkiewicz, wydawca „Kuriera Czerwonego” (pisma należącego do tego samego co „Express Poranny” koncernu mediowego Dom Prasy SA), którego Sadowska również pozwała do sądu o oszczerstwo w druku. Trzecia sprawa z jej powództwa, przeciwko prywatnemu detektywowi Stanisławowi Antoniemu Wotowskiemu, który na zlecenie roznosił donosy na Sadowską do instytucji publicznych i społecznych, zakończyła się jego uniewinnieniem w I instancji. W 1925 roku sama Zofia Sadowska stanęła przed sądem Izby Lekarskiej Warszawsko-Białostockiej, a następnie przed sądem Naczelnej Izby Lekarskiej. Pod koniec 1926 roku sąd zawodowy skazał ją za „czyny niezgodne z etyką lekarską” na roczne odebranie prawa do wykonywania zawodu.

## Dalsze życie
Skandal położył kres karierze naukowej Zofii Sadowskiej. W latach 20. brała udział w co najmniej czterech pierwszych samochodowych Rajdach Pań. Pod koniec lat 30. wyprowadziła się z lokalu przy Mazowieckiej 7, by zamieszkać i prowadzić gabinet przy pl. Trzech Krzyży 8. II wojnę światową spędziła w Warszawie, udzielając się w szpitalach polowych. Po wojnie została prezeską Koła Towarzystwa Przyjaźni Polsko-Radzieckiej na Okęciu. Zmarła w 1960 roku w wieku 73 lat, zapisawszy w testamencie wszystko Helenie Suskiej (po mężu Szwejcer). „Życie Warszawy” opublikowało nekrolog, w którym lekarka została nazwana dr Marią Sadowską. Ponieważ nie utrzymywała kontaktów z rodziną, pogrzeb zorganizowali jej znajomi z kręgów lekarskich. Została pochowana na warszawskich Powązkach (kwatera 29, rząd 1, grób 10) obok matki (podpisanej na swoim nagrobku jako Zofia Kowalkowska, 1 voto Sadowska).

## Historia badań
Na skutek skandalu obyczajowego postać Zofii Sadowskiej jako wybitnej naukowczyni i lekarki została wymazana ze zbiorowej pamięci. Pojawia się w niewielu wspomnieniach jej współczesnych (Romana Pachucka, Andrzej Wierzbicki, Józef Mieczysław Pfeiffer, którzy nie wspominają o jej życiu prywatnym ani o wydarzeniach z lat 1923–1927; jedynie Irena Krzywicka wzmiankuje o „skandalu lesbijskim”). Dopiero w początkach XXI wieku temat podjęły twórczynie kalendarium „LESteśmy – byłyśmy”, a następnie literaturoznawca Krzysztof Tomasik (Homobiografie, 2008), działacz gejowski Wojciech Szot, który w 2020 r. opublikował książkę Panna doktór Sadowska oraz historyczka Agnieszka Weseli. Ta ostatnia od 2012 roku organizuje w Warszawie cykliczne imprezy – symboliczne urodziny dr Sadowskiej.